# HFSS

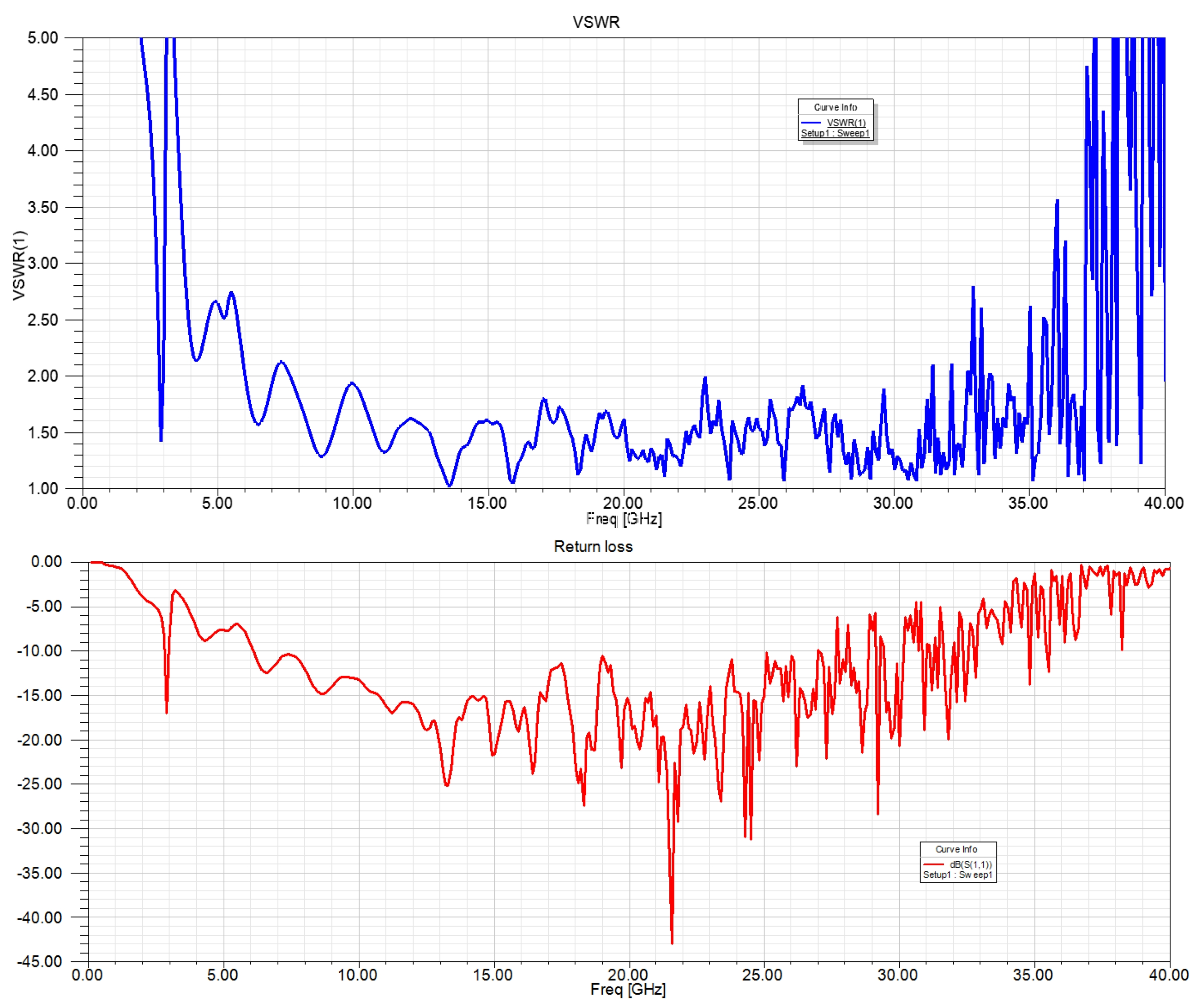
Приклад розрахунку коефіцієнту стоячої хвилі (VSWR) та зворотних втрат (Return Loss) антен за допомогою ANSYS HFSS

HFSS (англ. high frequency structure simulator, розробник: ANSYS, Ansoft) — стандартизований у промисловості інструмент для моделювання тривимірних електромагнітних полів та антен. Технологія HFSS дозволяє виконувати розрахунок електричних і магнітних полів, струмів, S-параметрів, випромінювань полів в ближній і дальній зоні. Процес виконання розрахунку повністю автоматизований, користувачеві необхідно всього лише визначити геометричні параметри, властивості матеріалів і бажаний результат. HFSS автоматично побудує точну сіткову модель, відповідно конкретному випадку, для вирішення задачі за допомогою методу скінченних елементів. У технології HFSS фізика визначає параметри сіткової моделі, а не навпаки.
Модуль HFSS може бути пов'язаний з ANSYS Mechanical і ANSYS DesignXplorer для виконання міждисциплінарного аналізу та вивчення можливостей оптимізації виробу.